# Sabiaceae
Sabiaceae, manja biljna porodica u redu Proteales. Sastoji se od tri roda s oko 160 vrsta zimzelenog drveća i lijana Rod je raširen po toplim predjelima jugoistočne Azije i tropske Amerike.
Uglavnom drveće, stipule ili sporedni listići odsutni, listovi naizmjenični, zimzeleni, rijetko listopadni.

## Opis
To je porodica biljaka (red Proteales) s 3 roda i oko 120 vrsta zimzelenog drveća ili liana porijeklom iz tropske Amerike i jugoistočne Azije. Pripadnici porodice Sabiaceae imaju male cvjetove sa prašnicima nasuprot laticama ili čašicama i donekle spljoštene i zakrivljene mesnate plodove. Listovi ili listići imaju karakterističnu petljastu žilavost. Meliosma, s oko 80 vrsta, ima dva prašnika koji se eksplozivno otvaraju nakon što ih dva ili tri složena staminoda (sterilni prašnici) drže pod napetošću. Mali rod Ophiocaryon uglavnom se nalazi u bazenu Amazone i Gvajanskom štitu u Južnoj Americi. Sabia, s nekih 30 vrsta.

## Rodovi
1. Genus Meliosma Blume
2. Genus Ophiocaryon Endl.
3. Genus Sabia Colebr.